# Князевка (Красноярский край)
Князевка — дачная деревня в Сухобузимском районе Красноярского края.
Расположена в 10 км от автомобильной дороги краевого значения Р409 (Красноярск — Енисейск). Ближайшие населённые пункты: деревни Новотроицкое, Шестаково и Николаевка. В 3,5 км северней Князевки протекает река Бартат.

## История
Князевка была основана переселенцами из центральной России и Белоруссии в 1901 году. В 1931 году в деревне был основан колхоз имени Сталина, при укрупнении колхозов он вошёл в состав Шилинского совхоза.
В 1970-х годах деревня была официально упразднена; в ней нет постоянного населения, летом в 70 домах отдыхают дачники. Деревня до сих пор числится в справочнике почтовых индексов, есть две улицы — 9 Мая и Зелёная.

## Достопримечательности
В деревне установлен обелиск погибшим в Великую Отечественную войну. Недалеко от деревни до 2003—2004 года располагался заброшенный объект РВСН.
Рядом с деревней есть небольшое озеро, лес, на опушке леса родник. Поблизости расположен Тальско-Гарьевский региональный заказник.